# Brane Klavžar
Brane Klavžar, slovenski harmonikar in skladatelj; * 27. december 1955.
Že njegov oče je bil harmonikar oz. ljudski godec. V mladih letih ga je naučil igrati na harmoniko. Klavžar je leta 1981 ustanovil tudi lastno zasedbo - Ansambel Braneta Klavžarja. Kot skladatelj je ustvarjal tako za lastni ansambel kot druge zasedbe. 